# Marius Mihai Lăcătuş
Marius Mihai Lăcătuş (Brașov, 4 d'abril del 1964) fou un futbolista i actual entrenador romanès. Va jugar de davanter al Steaua Bucarest la major part de la seva carrera, club del qual fou capità entre 1994 i 1999. També va jugar per l'AC Fiorentina i el Real Oviedo. Amb l'Steaua fou campió d'Europa de futbol. Disputà un total de 414 partits a la primera divisió romanesa, marcant 103 gols; 21 a la primera italiana, amb només 3 gols i 51 a l'espanyola, on marcà 7 gols. Pel que fa a les competicions europees disputà 72 partits i marcà 16 gols. Amb la selecció jugà 84 partits i feu 13 gols. Disputà els Mundials de 1990, 1998 i l'Eurocopa 1996. L'any 2000 es convertí en entrenador del FC Naţional Bucureşti. Des d'aleshores ha dirigit diversos clubs del seu país, destacant des del 2007 a l'Steaua Bucarest. També ha estat assistent de les seleccions de Panamà i Romania.

## Palmarès
- Copa d'Europa de futbol: 1985-86
- Supercopa d'Europa de futbol: 1986
- Lliga romanesa de futbol: 1984-1985, 1985-1986, 1986-1987, 1987-1988, 1988-1989, 1993-1994, 1994-1995, 1995-1996, 1996-1997, 1997-1998
- Copa romanesa de futbol: 1984-85, 1986-87, 1987-88, 1988-89, 1995-96, 1996-97, 1998-99
- Supercopa romanesa de futbol: 1994, 1995, 1998

Lăcătuş és actualment (a 2008) el jugador amb millor palmarès domèstic romanès de tots els temps.